# Edgar Brandt
Edgar William Brandt (* 24. Dezember 1880 in Paris; † 8. Mai 1960 in Collonge-Bellerive, Kanton Genf) war ein französischer Kunstschmied des Art déco, Waffeningenieur und Unternehmer.

## Leben
Edgar Brandt wurde am 24. Dezember 1880 in 46, rue de Bergelais, Paris als Sohn einer elsässischen Familie geboren. 1886 zog die Familie nach Orléans. 1894 bis 1898 studierte er an der École Nationale Professionnelle, einer technischen und handwerklich orientierten Schule, in Vierzon. 1898 erhielt er das Diplom Brevet Technicien Supérieur. Im Anschluss absolvierte er einen zweijährigen Militärdienst in Nancy. 1901/2 gründete Brandt die Établissements Brandt, wo er Schmuck und metallene Kunstgegenstände im Stil des Art déco und ab 1914 auch Waffen wie Mörser für die französische Armee produzierte. 1903 erstmalige Teilnahme am Salon des Artistes Décorateurs. 1904 heiratete er Renée Largaud (1883–1963). 1905 kam seine Tochter Jane auf die Welt und zwei Jahre später Tochter Andrée. 1908 erhielt er die Goldmedaille 1. Klasse im Salon des Artistes Francais, dessen Mitglied er wurde. 1914 begann er mit der Entwicklung und der Produktion eines 60-mm-Mörsers für die französische Infanterie. 1919 Geburt seines Sohnes François.
Seit den 1920er-Jahren wurde in der Firma der Stokes-Mörser verfeinert. Als Mortier Mle 27/31 wurde der 81-mm-Mörser ab 1928 in der französischen Armee eingeführt und insgesamt ein kommerzieller Erfolg, der bis 1939 in 52 Länder exportiert wurde. Der Mortier de 60 mm Mle 1935 wurde als in Lizenz gefertigter 60-mm-Mörser M2 Standardwaffe der US-Army.
1921 wurde er zum Ritter und fünf Jahre später zum Offizier der Ehrenlegion ernannt. Mit der Eröffnung der Galerie Edgar Brandt 1925 und der Société des Etablissements Brandt die Produktion von Kunstgegenständen und Waffen klarer getrennt. Die Waffenproduktion Brandts in Châtillon-sous-Bagneux wurde 1936 durch die sozialistische Regierung (Front populaire) verstaatlicht (das Unternehmen fusionierte 1956 mit Hotchkiss et Cie zu Hotchkiss-Brandt, das wiederum zehn Jahre später im Thomson-Konzern aufging und heute ein Teil der Thales Group ist). Die Marke Brandt wurde im Konzern zuletzt für Haushaltsmaschinen verwendet und lebt bis heute fort.
Da Brandt durch die Verstaatlichung seine Waffenindustrie nicht mehr fortführen durfte, investierte er im Ausland. 1938 gründete er „Société Anonyme Constructions Mécaniques du Léman“ CML in Genf und „Société Anonyme Belge de Mécanique et d’Armement“ MECAR bei Brüssel.
Als Künstler war Edgar Brandt auch in den 1930er-Jahren weiter erfolgreich. 1938 reiste er mit Frau und seinem Sohn auf dem Schiff Normandie in die USA und nach Kanada. Rechtzeitig vor der Besetzung Restfrankreichs am 11. November 1942 zog Brandt im August 1942 in die Schweiz, wo er sich am Standort seiner Firma CML in Genf niederließ.
Am 18. November 1943 gründete Edgar Brandt in Vaduz das Unternehmen „Anstalt für die Entwicklung in Erfindungen und gewerblichen Anwendungen“ ENERGA. Brandt meldete das Patent für eine Hohlladungs-Gewehrgranate am 10. Februar 1944 in der Schweiz an. Der Bezeichnung ENERGA wurde eine bekannte Marke im Bereich Gewehrgranaten. Nach dem Zweiten Weltkrieg entwickelte Brandt, auf Grundlage der US-amerikanischen Bazooka, eine Schulterwaffe für die Panzerabwehr. Sein Schweizer Unternehmen CML produzierte ab 1951 das Raketenrohr 50, sein belgisches Unternehmen MECAR eine veränderte Variante als RL-83 Blindicide.
Edgar Brandt starb nach langer Krankheit am 8. Mai 1960 in Genf.
Er ist der Großvater der Malerin Marie-Hélène Brandt und Urgroßvater des Formel-1-Fahrers Romain Grosjean sowie der Ur-Ur-Onkel von Jérôme Vatin, einem berühmten Gastronomen aus Saint-Jean-de-Luz.

## Werk

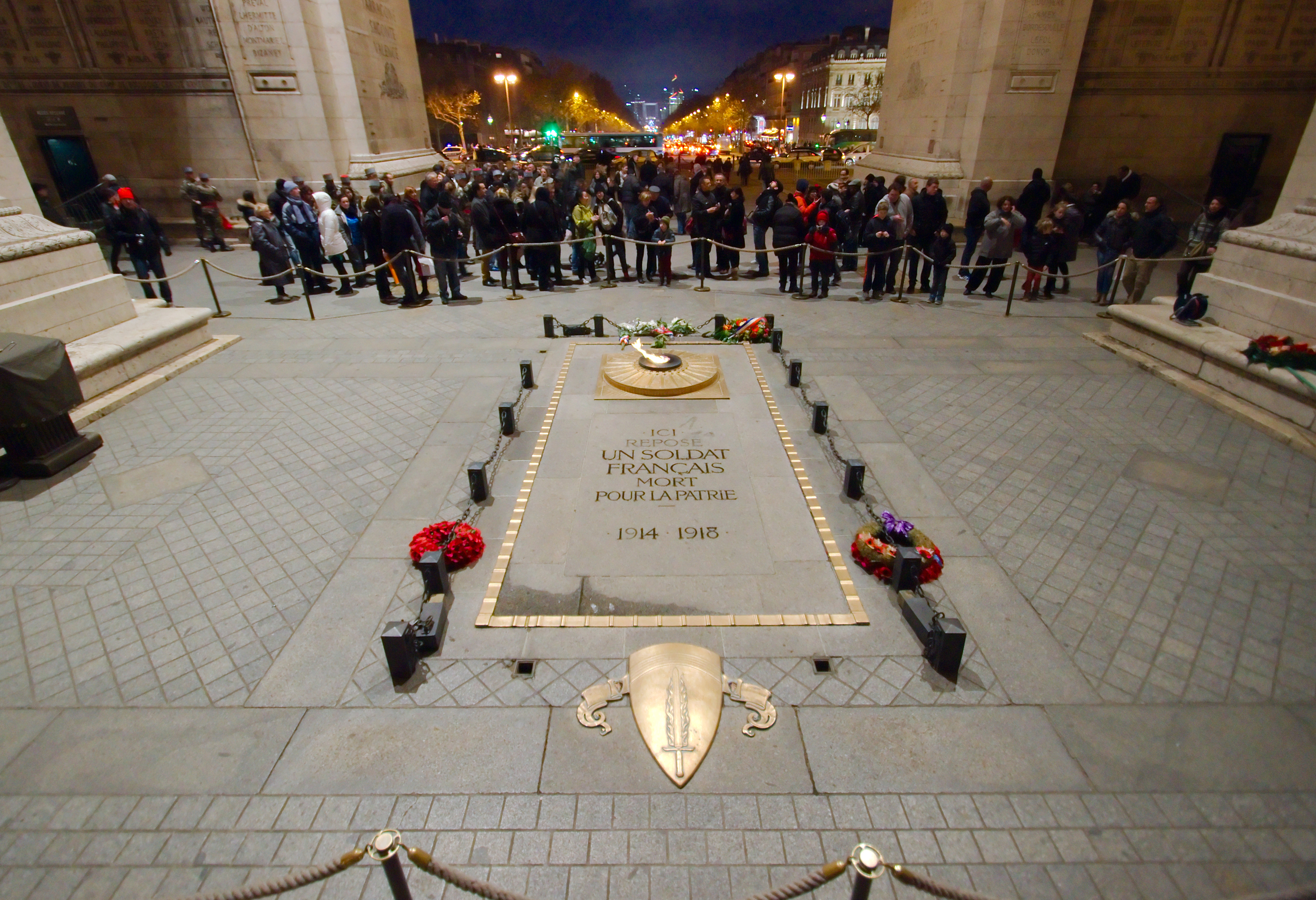
Grabmal des unbekannten Soldaten in Paris

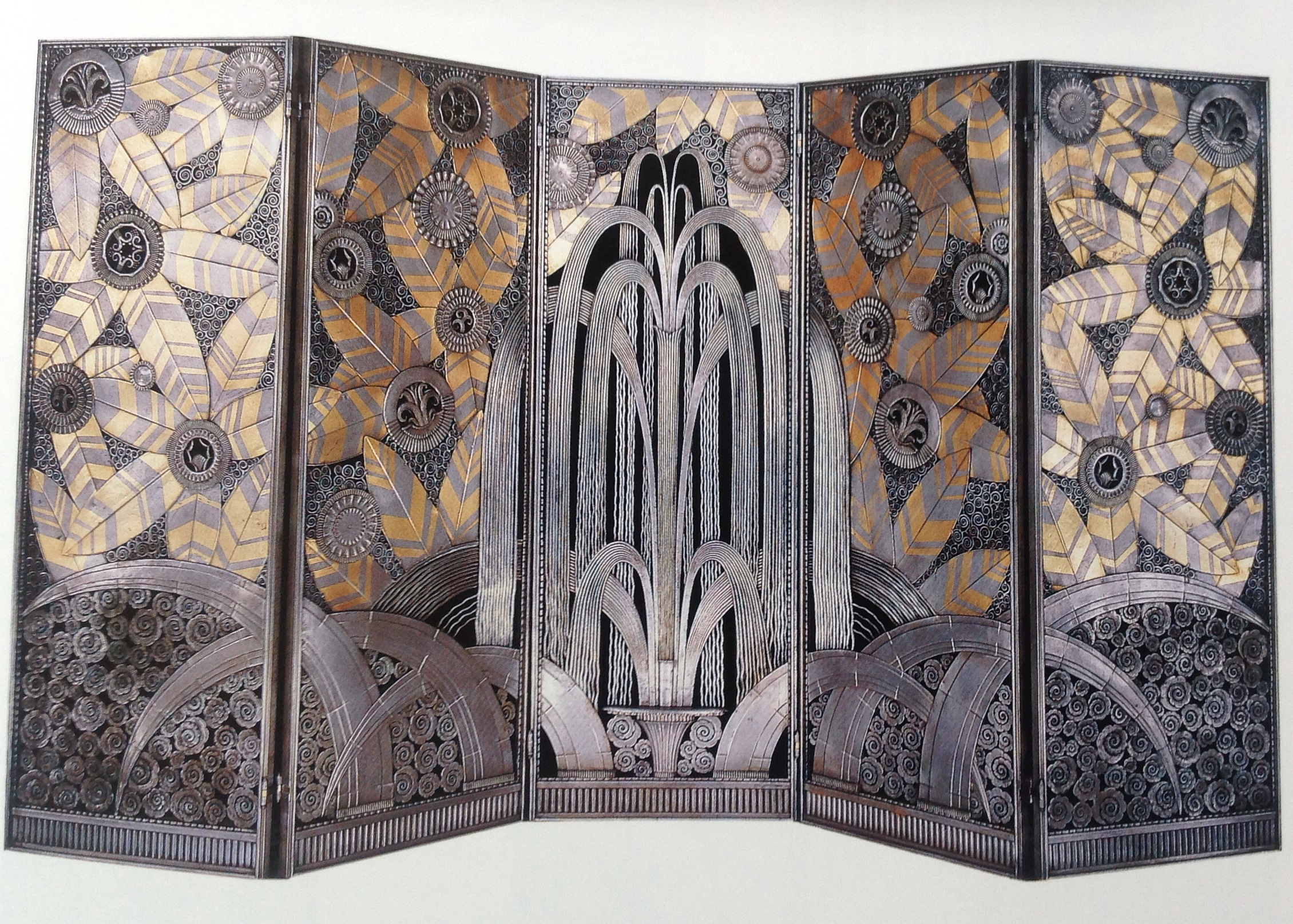
Leinwand L’Oasis 1925

Auf der wegweisenden Ausstellung des Arts Décoratifs et Industriels Modernes von 1925 in Paris begeisterten zahlreiche Tore Brandts die Besucher, wie z. B. das monumentale Tor – die porte d’honneur – der Ausstellung. Großen Anklang fanden auch die Türen, Tische und andere Stücke wie z. B. die riesige Leinwand L’Oasis. Er beteiligte sich am Bau des Hôtel du Collectionneur von Jacques-Emile Ruhlmann. In seinen Arbeiten zitierte er Motive aus altägyptischen und klassischen griechischen Quellen, stilisierte Flora und Fauna wie den Ginkgo, Kegelfeuer, Zweige, Früchte, Vögel, menschliche Gesichter und maschineninspirierte geometrische Formen.
Er schuf u. a. Auftragsarbeiten wie Tore, Balustraden, Stehlampen und Kronleuchter aus Bronze, gehämmertem Schmiedeeisen oder Stahl. Er verstand es, die verschiedenen Materialien zu kombinieren und effektvoll in Szene zu setzen. Große Aufträge wie die Arbeiten für das Nationaltheater von Mexiko und die schmiedeeiserne Dekorationen für ein großes Kino auf der Champs-Elysées wurden in kürzester Zeit ausgeführt. Spektakulär war zum Beispiel die im Art-déco-Stil gehaltene Innenausstattung des Schiffs Normandie.
Auf dem Höhepunkt seiner Karriere betrieb Brandt ein großes Atelier und einen Ausstellungsraum am Boulevard Murat 101 in Paris und betrieb eine erfolgreiche Galerie, in der sowohl seine eigenen Arbeiten als auch die seiner Kollegen ausgestellt waren. Brandt eröffnet eine weitere Ausstellungshalle in London und eine Ferro Brandt -Niederlassung in New York City, die das Schaufenster für die großen Art-déco-Künstler in Nordamerika wurde.
Seine Handschrift findet sich in weitere Arbeiten wie das Grand Théâtre Municipal in Nancy, dem Ozeandampfer Paris und Alger, der Mollien-Treppe im Louvre, mehreren Kriegsdenkmälern in Frankreich wie z. B. das Grabmal des unbekannten Soldaten, das sich direkt unter dem Arc de Triomphe in Paris befindet sowie den Hauptsitz des Textilunternehmens Cheney Brothers im Madison-Belmont-Gebäude in New York.
1955 erhielt er den Auftrag, sechs monumentale Türen im Schloss Versailles zu restaurieren.